# Біла гвардія (Фінляндія)

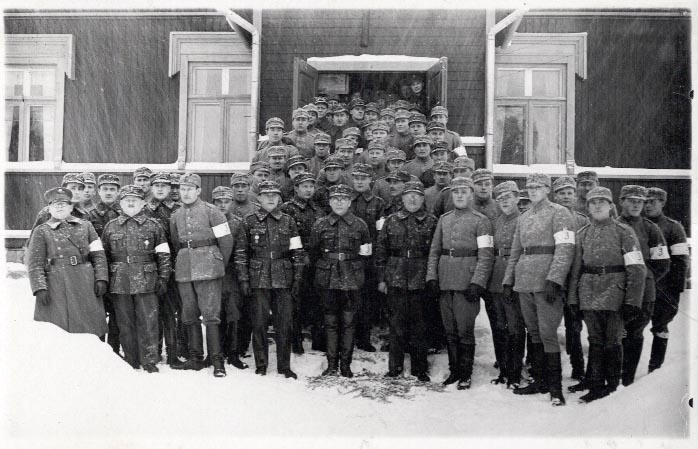
Добровольці Самооборони

Звинувачені в справі «Союзу сили»

Suojeluskunta (IPA: [ˈsuo̯jelusˌkuntɑ]; Суоєлускунта, Самооборона, Охоронний корпус); також Шуцкор (утворено від швед. Skyddskår), найчастіше фінська Біла гвардія (фін. Valkokaarti, або просто фінські білі (фін. Valkoiset) — добровольча воєнізована організація (з 1940 — частина Збройних сил Фінляндії), яка існувала 1917—1944 роках у Фінляндії. Брала участь у всіх масштабних військових операціях національного уряду. Загальна чисельність добровольців Білої гвардії — близько 260 тисяч осіб (разом із юнацькими та жіночими загонами Лотта свярд), тобто кожен 20-ий мешканець Фінляндії (1939).
Самооборону розпустили 1944 року на вимогу СССР; 1993 року відновили у модифікованій формі як Maanpuolustuskoulutusyhdistys.

## Назва
Термін «Шуцкор» є результатом германізації відповідного шведського терміна (skyddskår). У цьому відношенні він утворений за зразком всіх власних назв епохи Великого князівства Фінляндського, які потрапляли в російську мову з шведської (а не фінської) мови, а з російської — до української. Рівноцінними є переклади Охоронні загони, Охоронний корпус, Самооборона, але вони ніколи не використовувалися в совєцькій пресі (зокрема у пресі УССР) з ідеологічних мотивів. В сучасній Україні та інших країнах Європи до Охоронного корпусу Фінляндії застосовують термін «Біла гвардія», або просто «білі», також іноді «Самооборона».

## Історія

### Зародження

Звинувачені в справі «Союзу сили»

Після загального страйку в Російській імперії 1905 та політики русифікації Фінляндії, наростала сильна недовіра до імперського уряду. До наступного виступу фіни прагнули бути більш підготованими, ніж в 1899, коли, починаючи з маніфесту 15 лютого, Велике князівство Фінляндії почало втрачати законні права автономії. Активісти і конституційні демократи вирішують створити Загони Самооборони ВКФ. Організація активно формувалася по всій Фінляндії та існувала під прикриттям спортивного товариства «Союз сили» (фін. Voimaliitto), створеного 1906. У ній було близько 8000 членів. Основними вправами «Воймалійтто» були снайперська стрільба і гартування фізичної витривалості. Цю діяльність вдавалося тримати в таємниці від імперської влади до осені 1906 року, коли росіяни під час обшуків знайшли зброю і компрометувальне листування. 
Товариство потрапила під слідство після повстання в Свеаборзі і було заборонено Сенатом Фінляндії 9 листопада 1906 року. За наказом генерал-губернатора Ніколая Ґерарда керівників «Союзу сили» судили, проте 1908 року фінський суд виніс виправдальні вироки: «"Союз сили" був спортивним товариством, головним завданням якого був захист суспільства».

### Формування

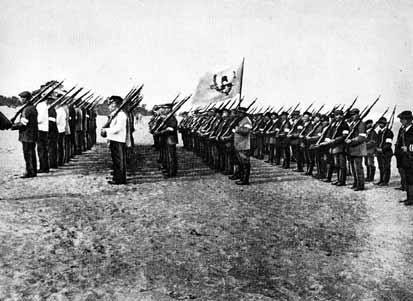
Охоронний підрозділ Suojeluskunta восени 1917

Загони Суоєлускунта (Білої Гвардії) почали стихійно виникати майже на всій території Фінляндії 1917 року, коли імперська поліція була паралізована і не могла підтримувати порядок. Ті самі функції намагалися виконувати загони фінської Червоної гвардії, які формувалися емісарами більшовиків. І вже тоді між цими групами почали виникати збройні сутички. Більшовистські загони з 1918, для конспірації, іменувався «пожежними командами».
12 січня 1918 року Парламент Фінляндії уповноважив Сенат Фінляндії вжити жорстких заходів з наведення порядку в країні. Сенат поставив це завдання перед генералом Карлом Маннергеймом і проголосив 25 січня 1918 року всі формування Суоєлускунта (шуцкор) законними військами уряду Фінляндії. Загони самооборони стали кістяком створюваної армії. За своєю природою вони були ополченням на місцях, що заважало їх ефективному бойовому використанню. Через це 18 лютого Маннергейм запроваджує загальний військовий обов'язок, що гарантує армії необхідну кількість військовослужбовців. Кадровий старшинський резерв — група фінських єгерів, які повернулися з Німеччини 25 лютого 1918 року. Армія отримала кваліфікований офіцерський корпус та досвідчених у боях викладачів. Основна маса рядових складалася з селян-приватників, інтелігентів та інших цивільних.

### Указ про Охоронні Корпуси
Після закінчення війни постало питання що робити з наявними в країні збройними охоронними загонами. Частина політиків вважала, що Охоронний Корпус виконав своє завдання і має бути скасований. Інші навпаки вважали, що саме охоронні загони якнайкраще пристосовані до відбиття зовнішньої загрози. Справу розглядав Комітет з військових справ (зараз Міністерство оборони).
Тим часом, 4 липня 1918 в Ювяскюля, відбулися збори організації. Їх учасники були єдині в тому, що охоронні загони слід зберегти і то на основі лояльності білому руху. Розглядалося питання про членство: добровільне чи обов'язкове. Військовий комітет та більшість були за добровільне членство. Військовий комітет пропонує проєкт статуту організації. Самостійна ініціатива гвардійців розвивалася стрімко: у Лапуа 30-31 липня проводяться загальні збори представників охоронних загонів. Тоді ж провели вражаючі урочистості, в яких бере участь близько 10 000 осіб. Збори схвалюють резолюцію, що вимагає розпуску соціал-демократичної партії як агента російського червоного імперіалізму. У повітрі запахло військовим переворотом, тому терміново, 2 серпня 1918, уряд видає Універсал про Охоронні Корпуси. Тільки в такий спосіб цивільному уряду вдалося опанувати ситуацію. В Універсалі, між іншим, Суоєлускунта (Охоронні Загони) проголошуються частиною Збройних сил — як добровольчий резерв. Також чітко визначено структуру організації.
- Ті, хто живе в регіоні, утворюють місцевий охоронний загін.
- Великі населені пункти мають бути поділені на більш дрібні зі своїм командуванням (з 14 лютого 1919).
- Всього створюється 22 мобілізаційні округи Суоєлускунта.
- Місцеві корпуси делегують трьох представників до окружного штабу, де є призначений військовим комітетом командир і його помічник-секретар.

На цій стадії округи були незалежними і підкорялися тільки головнокомандувачу охоронних корпусів, який був прирівняний у званні до командувача Збройних сил Фінляндії.
Щоправда, наступного року Універсиал істотно підкоригували, насамперед обмежили незалежність Добровольчих округ. Президент Фінляндії призначав головнокомандувача та начальника генерального штабу. Головнокомандувач призначає командувачів округ, а вони — командирів на місцях.

### Політична напруга 1918—1922

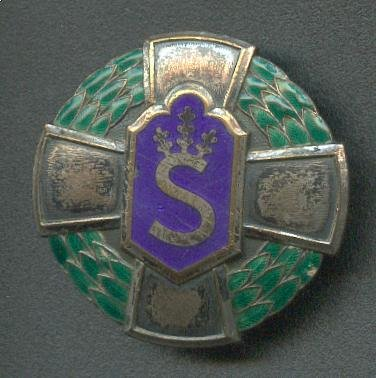
Орден Білої гвардії першого ступеня з зображенням емблеми корпусу

Перші роки корпусу позначені проблемами, які корелювали із всією внутрішньополітичною ситуацією в країні. Восени 1918 організація починає масштабну пропагандистську кампанію із залучення нових членів. Наприклад, в окрузі Вааса протягом двох місяців ходили ополченці-агітатори, запрошуючи людей на збори. У різних газетах публікуються матеріали, спрямовані заохотити нових добровольців до боротьби «за вітчизну» і «проти більшовиків». Утворення нових округ ускладнює брак зброї та обмундирування, контрпропаганда, що з'явилася із звільненням комуністів з таборів, політичні суперечки, втома від війни і загальне відпруження після стабілізація фінської державности.
Пізніше Білою гвардією займається спеціальна комісія з призову під керівництвом лейтенанта резерву Ееро Рюдмана (фін. Eero Rydman). Досвідчені військові увійшли до складу призовних округ, якими керували військові комісари.
1 лютого 1919 року з числа кваліфікованих активних членів організації були призначені керівники округ, вони знову отримали найменування Суоєлускунта.
14 лютого 1919 року Державна рада закріпила окремим указом статус Білої гвардії, і Охоронний корпус знову отримав власного головнокомандувача. У наказі проголошувалося наступне:
| «Керує організацією головнокомандувач шуцкора спільно з головним штабом організації. Головний штаб складається з помічника головнокомандувача та начальників відділів. Головнокомандувача і його помічника призначає головнокомандувач збройних сил країни». |
Місцеві організації Білої гвардії самостійно обирали своїх командирів, але вони мали бути затверджені урядом країни.
28 лютого 1919 була створена знаменита «Лотта Свярд» — жіноче крило Суоєлускунта, в обов'язки якої входило: у мирний час — збір коштів на потреби Білої гвардії; у воєнний — турбота про поранених і місцеве населення. Надалі для неї були створені так звані «лоттовські округи», які збігалися з кордонами округів Білої Гвардії.
3 квітня 1919 указом командувача було організовано 19 округів Суоєлускунта (Білої гвардії).
Постановою від 16 вересня 1921 року організація офіційно стала іменуватися Suomen suojeluskntajärjestö і була підпорядкована особисто Президенту Фінляндії. Вона отримала право мати власну форму одягу, знаки розрізнення і озброєння.
До 1921 року шефство над Suomen suojeluskntajärjestö здійснював особисто Карл Маннергейм. З 1921 року й до кінця існування Білої гвардії, керівником організації був генерал-лейтенант Лаурі Мальмберг, а Маннергейм залишався почесним провідником.
1924 року, крім форми сухопутних сил Білої гвардії, запроваджена особлива форма для морських підрозділів Суоєлускунта.
22 грудня 1927 року Біла гвардія оголошена допоміжною частиною Збройних сил країни. Під час реформування сил оборони, гвардійці отримали постійне завдання: організація військової підготовки резервістів.
З 1929 року створювалися дитячо-юнацькі загони.
1939 року, напередодні Зимової війни 1939—1940 років, сили Суоєлускунта нараховували понад 111000 осіб, ще 30 000 підлітків знаходилося в юнацькому відділенні організації. «Лотта Свярд» налічувала близько 105 000 членів і близько 24 тисяч «маленьких Лотт». Отже загалом добровольчим рухом було охоплено 270 тисяч громадян, тобто кожен 20-тий мешканець міжвоєнної Фінляндії.
З осені 1940 року, після закінчення Зимової війни, округи Суоєлускунта виконували функції військових округ.

### Розпуск
19 вересня 1944 року у Москві було підписано Угоду про перемир'я між СРСР та Великою Британією з одного боку і Фінляндією з іншого, відповідно до пункту № 21 якого Фінляндія була зобов'язана розпустити всі «прогітлерівські», військові, воєнізовані і тому подібні організації на своїй території.
3 листопада 1944 Парламент Фінляндії схвалив без голосування Закон про розпуск Суоєлускунта (Білої Гвардії). Маннергейм, як Президент Фінляндії, підписав Закон. 6 листопада 1944 року організація була розпущена. У наказі від 16 листопада маршал Карл Маннергейм подякував членам Білої Гвардії, Лотта Свярд за їх жертовну службу на благо батьківщини. Розпуск організації відбувався поетапно, з передачею всього майна фінському Червоному Хресту, про що був укладений окремий договір.

## Статут організації
«… У мирний час завданням Суоєлускунта є стимулювання і збереження боєготовності серед народу, а також його духовний і фізичний розвиток. Біла гвардія дає своїм членам військове навчання і проводить просвітницьку діяльність в рамках своєї програми.»
Вступ в організацію був добровільний, її членом міг стати будь-який громадянин Фінляндії з 17 років, чия лояльність не викликала сумнівів і кандидатство якого схвалював місцевий штаб Білої гвардії. Перебувати в ній можна було до похилого віку, але проходження навчання в організації не рахувалося за службу у фінській армії. Також були створені загони для тих, хто був молодший 17 років.
Для дівчат існувала організація «Лотта Свярд». Дівчата, які не досягли 17 років, входили в загони «Маленькі Лотти» (Pieni Lottat).
Навчання членів Суоєлускунта проводилося за територіальними округами. Місцеві провідники організовували раз на рік 1-2 тижневі курси навчання для нових членів, для решти заняття проводилися 1-4 рази на місяць. Влітку проходили 1-2 тижневі збори на території окружного гвардійського табору. Зазвичай інструкторами у таких навчаннях були добровольці з числа кадрових офіцерів і унтер-офіцерів.
Озброєння використовувалося спочатку російське (зі складів) і німецьке (з постачань). У подальшому було налагоджено фінське виробництво гвинтівок. Колір форменого взуття був коричневим, натомість у фінській армії — чорний. Також у формі впроваджено нашивку на лівий рукав у вигляді геральдичного щита з білою літерою «S» (фін. Suojeluskunta) в центрі і трьома гілочками ялини над нею (гілочка ялини як корпоративний символ використовувався загонами Білої гвардії під час війни з загонами більшовиків). Колір щита відповідав певному геральдичному правилу конкретного району Фінляндії.

## Військова символіка
Значок із гербом організації носили на лівому рукаві. Герб є зображенням букви S (абревіатура назви організації) на тлі відповідного герба округи (maakunta). Вгорі три ялинкові гілочки — з часів громадянську війни, коли у битві за місто Тампере білі використовували справжні ялинкові гілки, щоб відрізняти своїх. Особистий знак Карла-Густава Маннергейма відрізнявся від усіх інших — буква S на синьому тлі, але поверх середньої ялинової гілочки ще й золота зірка.